# 金利源
金利源（韓語：김리원Kim Riwon，2007年1月11日—），韓國女歌手。參加韓國MBC播出的女團選秀節目，最終排名第五名。2022年5月5日，以韓國女子組合CLASS:y成員身份出道，在團內擔任領唱、領舞。

## 經歷
曾參與許多廣告拍攝的童星出身。
參加韓國MBC播出的女團選拔選秀節目，最終排名第五名，成為期間限定女子組合CLASS:y出道的7名成員其中一員。

### CLASS:y 時期
2月27日，《放學後的心動》公佈團名，選出最終排名第一至七名的參賽者，組成團體。
4月17日，官方宣布團體將於5月5日以首張迷你專輯《CLASS IS OVER》出道。
6月22日，發行日本出道單曲《SHUT DOWN -JP Ver.-》。

## 外部連結
- CLASS:y 韓國 Twitter （页面存档备份，存于）
- CLASS:y 韓國 Instagram （页面存档备份，存于）